# Adelosaurus huxleyi
L'adelosauro (Adelosaurus huxleyi) è un rettile estinto, appartenente ai Diapsidi. Visse nel Permiano superiore (circa 250 milioni di anni fa) e i suoi resti sono stati ritrovati in Inghilterra.

## Descrizione
Questo piccolo rettile, di cui si conosce uno scheletro incompleto privo di cranio e coda, doveva possedere un aspetto simile a quello di una lucertola, e doveva raggiungere una lunghezza di circa 25-30 centimetri. Possedeva zampe piuttosto allungate, simili a quelle di Hovasaurus e di Thadeosaurus, ma la mano era piuttosto piccola.

## Classificazione
Inizialmente il fossile è stato considerato un esemplare giovane di Protorosaurus (Hancock e Howse, 1870), ma successive ricerche hanno dimostrato che l'anatomia dei due animali era notevolmente diversa, in particolare nelle vertebre cervicali (molto corte in Adelosaurus). Più recentemente (Evans, 1988) Adelosaurus è stato accostato ad altri rettili Diapsidi vissuti nel Permiano superiore, come Hovasaurus, Thadeosaurus e Claudiosaurus. La mancanza del cranio e l'incompletezza della regione del bacino non permettono una classificazione più precisa. Adelosaurus prova, se non altro, una diversificazione dei primi Diapsidi anche nei continenti settentrionali.